# Zygoceropsis tasmaniensis
Zygoceropsis tasmaniensis là một loài bọ cánh cứng trong họ Cerambycidae.